# Roman Rasskazov
Roman Rasskazov (né le 28 avril 1979 à Kovylkino) est un athlète russe spécialiste de la marche athlétique.

## Biographie
Il fait ses débuts sur la scène internationale à l'occasion des Championnats du monde d'athlétisme junior d'Annecy, remportant la médaille d'or du 10 km marche en 41 min 55 s 95. Le 19 mai 2000 à Moscou, Roman Rasskazov égale avec le temps de 1 h 17 s 46 le record du monde du 20 km marche que détient le Guatémaltèque Julio René Martínez depuis 1999. Sixième des Jeux olympiques de Sydney en 2000, le Russe obtient le meilleur résultat de sa carrière en 2001 en remportant la médaille d'or du 20 km des Championnats du monde d'Edmonton. Ses compatriotes Ilya Markov et Viktor Burayev complètent le podium. En 2003, il se classe troisième des Mondiaux de Paris-Saint-Denis, derrière Jefferson Pérez et Paquillo Fernández. Il met un terme à sa carrière sportive à l'issue de la saison 2004.

## Palmarès
| Année | Compétition                  | Lieu     | Résultat | Épreuve |
| ----- | ---------------------------- | -------- | -------- | ------- |
| 1998  | Championnats du monde junior | Annecy   | 1er      | 10 km   |
| 2000  | Jeux olympiques              | Sydney   | 6e       | 20 km   |
| 2001  | Championnats du monde        | Edmonton | 1er      | 20 km   |
| 2003  | Championnats du monde        | Paris    | 3e       | 20 km   |